# Sergio Macedo
Sergio Macedo est un auteur de bande dessinée né le 8 avril 1951 au Brésil.

## Biographie
Après avoir réalisé des illustrations pour la presse et la publicité au Brésil, Sergio Macedo s'installe en France en 1974. Il dessine pour des magazines comme Fiction, Galaxie ou J'ai lu, et publie des bandes dessinées dans Circus et Métal hurlant. 
Son style est un mélange de réalisme rock, hippie et new age[réf. nécessaire].

## Albums
France :
- Voyage intemporel, scénario de Appel Guéry, Glénat, 1982
- Caraïbe, Glénat, 1981
- Les aventures de Mike the Bike et Molly, Neptune, 1981
- Téléchamp, Les Humanoïdes Associés, 1978
- Fume, c'est du Macedo, Kesselring, 1975
- Psychorock, Les Humanoïdes Associés, 1976
- Une aventure de Vic Voyage, cinq albums :

1. Eldorado : Le trésor de Païtiti, Glénat, 1983
2. Eldorado : À la recherche d'Agharta, Glénat, 1985
3. Pacifique Sud 1, Aedena, 1985
4. Pacifique Sud 2, Le mystère des atolls, Aedena, 1986
5. Brasil !, Vaisseau d'argent, 1989